# Albillos
Albillos – gmina w Hiszpanii, w prowincji Burgos, w Kastylii i León, o powierzchni 12,36 km². W 2011 roku gmina liczyła 218 mieszkańców.